# خوان دي زافالا
خوان دي زافالا هو دبلوماسي وعسكري ووزير وسياسي بيروفي وإسباني، ولد في 27 ديسمبر 1804 في ليما في بيرو، وتوفي في 29 ديسمبر 1879 في مدريد في إسبانيا. نشط حزبياً في حزب التقدم.

## مناصب
- انتخب General captain of Valencia  [لغات أخرى]‏ (1843 – 1843).
- انتخب President of the Council of Ministers ‏ (1856 – 1856).
- انتخب President of the Council of Ministers ‏ (26 فبراير 1874 – 3 سبتمبر 1874).
- انتخب وزير الحرب ‏ (3 يناير 1874 – 29 يونيو 1874).
- انتخب وزير الحرب ‏ (8 أبريل 1872 – 26 مايو 1872).
- انتخب Minister of the Spanish Navy  [لغات أخرى]‏ (21 يونيو 1865 – 10 يوليو 1866).
- انتخب Minister of the Spanish Navy  [لغات أخرى]‏ (9 يوليو 1860 – 17 يناير 1863).
- انتخب Minister of State of Spain ‏ (6 يونيو 1855 – 14 يوليو 1856).